# 櫻井綾乃
櫻井 綾乃（さくらい あやの、1996年4月15日 - ）は、日本の女子ラグビーユニオン選手。

## プロフィール
- 群馬県安中市出身[1]。
- ポジションはロック(LO)。
- 身長 166cm、体重 66kg
- 7人制女子日本代表に選ばれたことがある[2]。

## 略歴
3歳からラグビーを始めた。
2015年、高崎女子高校卒業後、日本体育大学に入る。
2017年、女子ラグビーワールドカップ2017の女子日本代表に選ばれた。
2019年、日本体育大学卒業後、NTTファシリティーズに入社。